# Рабство в Африке

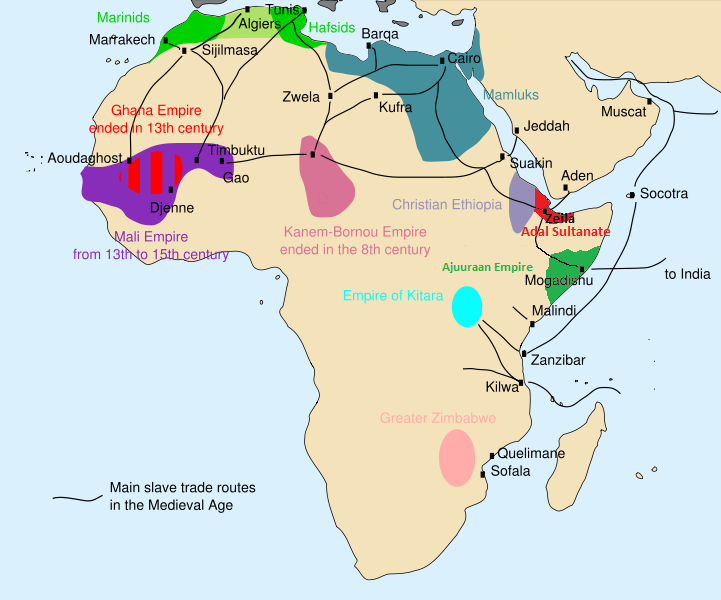
Основные пути работорговли в средневековой Африке

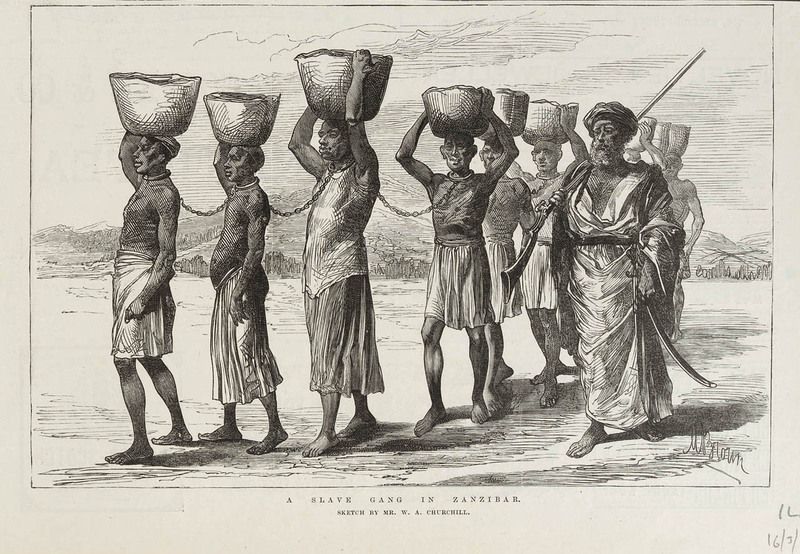
Рабы на Занзибаре (1889)

Рабство в Африке известно на континенте не только в прошлом, но продолжает существовать и в настоящее время. Рабовладение было привычным в различных частях Африки, как и в остальной части древнего мира, в котором рабы составляли большинство населения и наделялись определёнными правами, а не являлись имуществом владельца. Но с появлением арабской и трансатлантической работорговли эти системы изменились, а рабы стали поставляться в качестве живого товара на невольничьи рынки за пределами Африки.
Рабство Африки в историческое время имело различные формы, иногда не вполне соответствующие понятию рабства, принятому в остальном мире. В тех или иных частях Африки встречались кабальная зависимость, порабощение в результате войны, военное рабство и криминальное рабство.
Несмотря на то что некоторые партии рабов доставлялись из внутренних регионов к югу от Сахары, работорговля не являлась заметной частью экономики и жизни большинства африканских сообществ. Большие масштабы торговля людьми приобрела после открытия трансконтинентальных маршрутов. Во время колонизации Африки произошло новое изменение характера рабства, а в начале XIX века началось движение за отмену рабства.

## Формы рабства

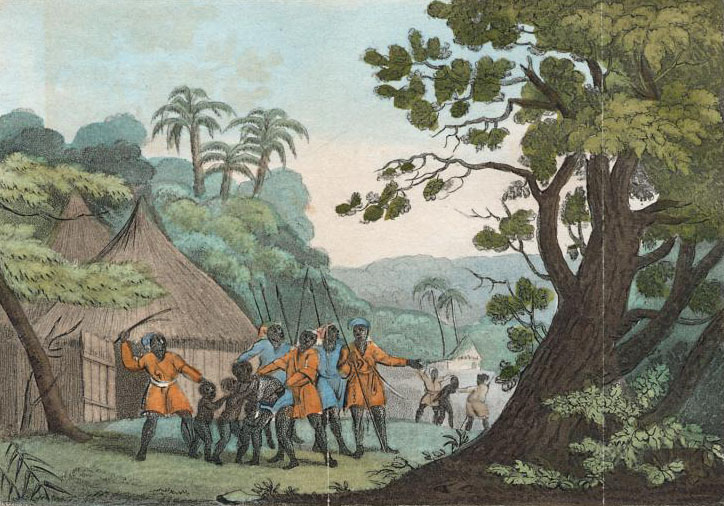
Охота на рабов в королевстве Кайор на реке Сенегал. Рис. 1821 г.

Многочисленные формы рабства встречаются на всём протяжении африканской истории. Помимо использования местных форм, были последовательно заимствованы система рабовладения Древнего Рима, христианские принципы рабовладения, исламские принципы рабовладения и открыта трансатлантическая работорговля. Рабство было, в различной степени, частью экономики многих африканских стран на протяжении нескольких веков. Ибн Баттута, побывавший в Мали в середине XIV века, писал, что местные жители соперничают друг с другом в количестве рабов, а сам он в качестве знака гостеприимства получил в подарок мальчика-раба. В Чёрной Африке рабовладение имело сложную структуру, включавшую права и свободы рабам и ограничения на продажу и требования по содержанию в отношении хозяев. Во многих обществах среди рабов была установлена иерархия, по которой, например, отличались рабы по рождению и рабы, захваченные во время войны.
Во многих африканских сообществах между свободным и феодально зависимым земледельцем разницы почти не было. Рабы в Сонгайской империи в основном использовались в сельском хозяйстве. Они были обязаны работать на хозяина, но были мало ограничены в личном плане. Эти несвободные люди, скорее, составляли профессиональную касту.
Африканское рабство в основном походило на долговую кабалу, хотя в некоторых районах Чёрной Африки рабов использовали в ежегодных жертвоприношениях, как например в ритуалах Дагомеи. Во многих случаях рабы не были собственностью и не оставались несвободными пожизненно.
Африканские формы рабства включали в себя установление семейных связей. Во многих сообществах, не предполагавших собственность на землю, рабство использовалось для усиления влияния и расширения связей В этом случае рабы становились частью семьи их хозяев. Дети рабов могли достичь высокого положения в таком сообществе и даже стать вождями. Но чаще между свободными и несвободными людьми существовала строгая граница.
Основные формы рабства в Африке:
- традиционное — раб является имуществом владельца, его можно свободно продавать, обращаться с ним как с вещью. Дети такого раба часто также являлись собственностью владельца. Традиционное рабство было распространено на Ниле и в Северной Африке, о его существовании в других частях континента сведения недостоверные до появление арабских и европейских свидетельств[13];
- домашняя прислуга — раб является слугой в доме владельца, но частично сохраняет личную свободу. Продажа такого раба возможна только в исключительном случае. Рабы могут получать плату за свою работу (продуктами или предоставлением земельных участков), могут вступать в брак и оставлять наследство своим детям[9];
- кабала — владение человеком в качестве выплаты им долга. В кабальную зависимость попадал либо сам должник, либо его родственники. Кабала была распространённым явлением в Западной Африке. Кабала сходна с рабством, но имеет серьёзные отличия: срок её действия ограничен, продажа не предполагается[14].
- военное рабство — использование рабов в качестве воинов. При этом они призываются на службу и проходят военную подготовку, но остаются рабами после её окончания. Хозяином таких военных рабов обычно является глава местной власти, который использует их, чтобы добывать деньги или защищать политические интересы[15]. Примерами военных рабов могут служить формирования, созданные исламскими правителями в Судане и Уганде[15], и отряды полевых командиров в Западной Африке[16];
- жертва — сообщества, практикующие человеческие жертвоприношения, в первую очередь использовали для этого рабов[6];
- товар — некоторые африканские нации целенаправленно осуществляли набеги на другие африканские нации с целью захвата и дальнейшей продажи рабов. Эта форма рабства получила наибольшее развитие после открытия трансатлантической работорговли. Обращение в рабство стимулировали европейские торговцы, посредниками выступали местные африканские правители[17].

## Распространение рабства в Африке

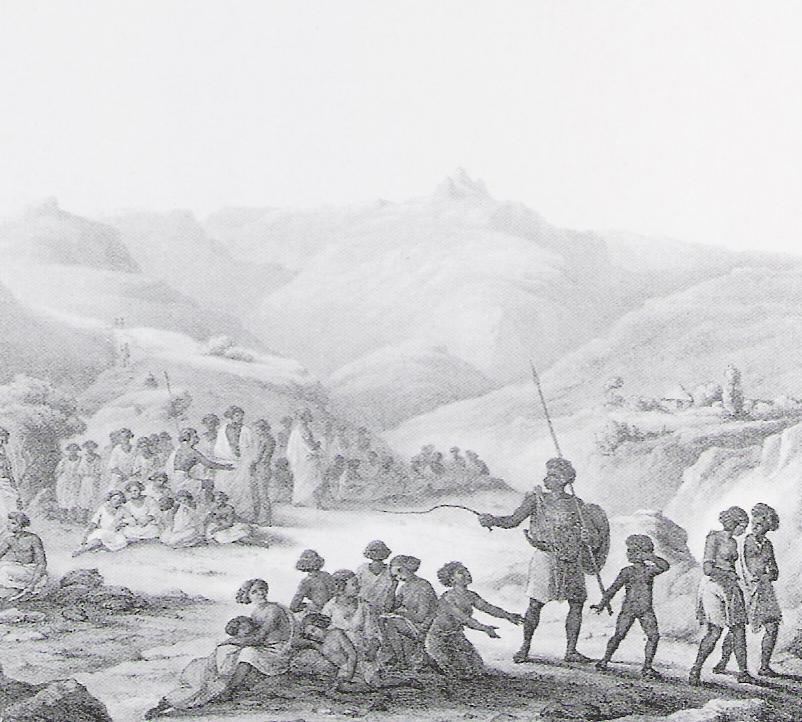
Рабы в Эфиопии (XIX век)

В течение тысяч лет государства Африки практиковали рабство и принудительный труд. Однако точных свидетельств, касающихся времени до появления арабской и трансатлантической работорговли не имеется. Часто рабством называются сложные формы общественных взаимоотношений, не соответствующие популярному определению рабства.
В Северной Африке традиционное рабство распространилось во времена Римской Империи (47 год до н. э. — ок. 500 года) После падения Рима рабство осталось в крупных христианских поселениях региона. После арабской экспансии рабство распространилось в государства, лежащие к югу от Сахары (Мали, Сонгай, Древняя Гана). В средние века основными направлениями работорговли были южное и западное, а источником африканских рабов — Центральная и Восточная Африка.
На Африканском Роге Соломонова династия экспортировала рабов с западных границ государства или с только что завоёванных территорий. Мусульманские прибрежные государства получали рабов из глубины материка. На территории современных Эфиопии и Эритреи рабы в основном становились домашней прислугой.
О Центральной Африке имеются лишь обрывочные свидетельства, судя по которым рабами здесь были только захваченные в плен представители вражеских племён.
В западной практике до открытия трансатлантической работорговли были распространены многочисленные формы рабства. После начала поставок живого товара в Америку работорговля стала основой экономики и политики крупных государств региона: Мали, Древней Ганы и Сонгая. Однако другие сообщества активно сопротивлялись работорговле: Королевства Моси пытались захватить ключевые города, а после неудачи продолжили совершать набеги на работорговцев. Однако в 1800-е годы и они присоединились к взаимовыгодной трансатлантической работорговле
До XVII века рабство не играло значительной роли на Великих Африканских озёрах. Рабов в небольших количествах вывозили в арабские страны и Индию. Пик работорговли пришёлся на XIX век, а центром рабовладения стал Занзибар. Регион также принял участие в трансатлантической работорговле.

## Исторические этапы
История рабовладения в Африке подразделяется на три крупных этапа: арабская работорговля, атлантическая работорговля и движение за отмену рабства XIX—XX веков. Переход на каждый этап сопровождался значительными изменениями форм, массовости и экономической модели рабовладения. После отмены рабства тысячи бывших рабов вернулись на родину и осели в Либерии и Сьерра-Леоне.

### Работорговля через Сахару и Индийский океан

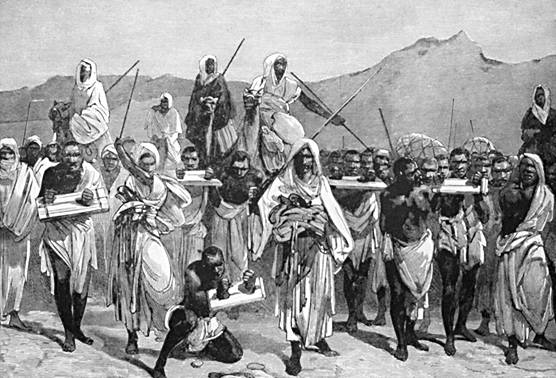
Негры-рабы пересекают Сахару (гравюра XIX века)

Арабская работорговля зародилась в VIII веке. Первые маршруты обеспечивали доставку рабов из регионов к востоку от Великих озёр и из Сахеля. Законы ислама допускали рабство, но запрещали обращать в рабов мусульман, поэтому в рабство обращали в основном людей с африканской границы распространения Ислама. Поставки рабов через Сахару и Индийский океан отсчитывают историю с IX века, когда этот маршрут взяли под контроль афро-арабские работорговцы. По существующим оценкам, ежегодно с побережья Красного моря и Индийского океана вывозилось лишь несколько тысяч рабов. Их продавали на невольничьих рынках Среднего Востока. Наращивание объёмов произошло с развитием кораблестроения, которое позволило увеличить объёмы поставляемой продукции с колониальных плантаций, что вызвало необходимость привлечения дополнительной рабочей силы. Объёмы работорговли тогда достигли десятков тысяч человек в год. В начале XIX века произошло резкое увеличение потока рабов из Африки в исламские страны. В 1850-е годы прекратились поставки рабов из Европы, произошёл новый рост африканских поставок. Работорговля прекратилась только в начале XX века, после начала усиленной колонизации Африки европейцами в 1880-х годах.

### Атлантическая работорговля

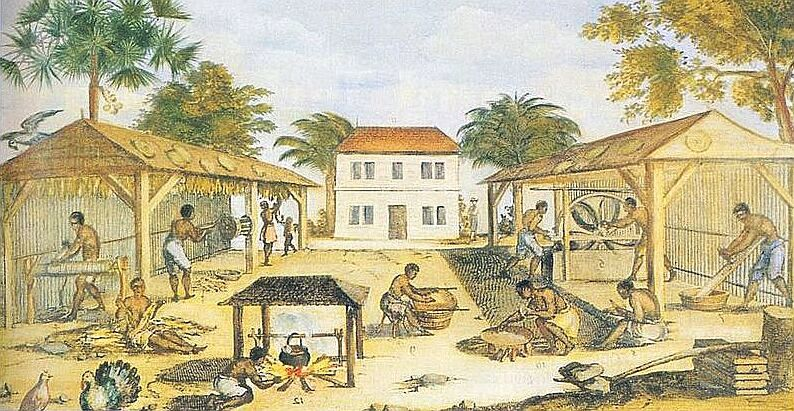
Негры-рабы в Виргинии (неизвестный художник, 1670)

Работорговля через Атлантический океан началась в XV веке. Этот этап стал очередным значительным изменением в жизни африканцев: ранее составляя небольшую часть рабов в мире, они к 1800-м годам стали составлять их подавляющее большинство. За короткое время работорговля превратилась из незначимого сектора экономики в её превалирующую составляющую, а использование на плантациях рабского труда стало основой процветания многих европейских сообществ. Помимо прочего, атлантическая работорговля изменила традиционное распределение форм рабства.
Первыми европейцами, прибывшими на гвинейское побережье, были португальцы. Первая сделка по покупке рабов состоялась в 1441 году. В XVI веке португальцы, обосновавшиеся на острове Сан-Томе, начали использовать негров-рабов для возделывания сахарных плантаций, так как для европейцев климат острова оказался тяжёлым. С открытием Америки европейское поселение Сан-Жоржи-да-Мина стало важным центром по отправке рабов в Новый Свет.
В Америке первыми европейцами, начавшими использовать труд африканских рабов, стали испанцы, обосновавшиеся на островах Куба и Гаити. Первые рабы прибыли в Новый Свет в 1501 году. Своего пика атлантическая работорговля достигла в конце XVIII века. В рабство обращали жителей внутренних областей Западной Африки, направляя за ними специальные экспедиции. Потребность в рабах из-за растущих европейских колоний была настолько велика, что на западе Африки возникли целые империи, существовавшие главным образом за счёт работорговли, в том числе Ойо и Бенинское царство. Постепенная отмена рабства в европейских колониях в течение XIX века привела к исчезновению таких государств, основанных на милитаристической культуре и перманентной войне, обеспечивающей поступление новых рабов. Когда потребность европейцев в рабах снизилась, африканские рабовладельцы начали использовать рабов на собственных плантациях.

### Отмена рабства
В середине XIX века, когда европейские державы начали масштабную колонизацию Африки, на континент пришли законы, запрещающие рабство. Иногда это приводило к противоречиям: колониальные власти, несмотря на запрет рабовладения, возвращали беглых рабов их владельцам. В некоторых случаях рабство в колониях сохранялось вплоть до обретения ими независимости. Антиколониальная борьба часто сводила рабов и их хозяев вместе, однако после обретения независимости они основывали оппозиционные друг другу партии.

## Рабство в современной Африке
В некоторых частях Африки рабство или сходные с ним формы личной зависимости сохраняются до сих пор и оказываются для современных властей трудноразрешимой проблемой.
Рабство, несмотря на почти повсеместный запрет во всём мире, остается проблемой. Рабами могут считаться более 30 миллионов жителей планеты. В Мавритании до 600 000 мужчин, женщин и детей, или 20 % населения являются рабами, в большинстве случаев находясь в кабальной зависимости. Рабство в Мавритании было объявлено незаконным только в августе 2007 года. Во время Второй гражданской войны в Судане в рабство было обращено по различным оценкам от 14 000 до 200 000 человек. В Нигере, где рабство отменили в 2003 году, по данным 2010 года почти 8 % населения остаются рабами.